# Reinhard Franz
Reinhard Franz (ur. 25 maja 1934 w Königsfeldzie, zm. 8 marca 2015) – niemiecki piłkarz występujący na pozycji napastnika, reprezentant NRD.

## Życiorys
Jako junior był zawodnikiem SG Zwickau-Nord i BSG Grubenlampe Zwickau. Seniorską karierę rozpoczynał w BSG Chemie Jena, występującym na poziomie DDR-Liga. W 25 ligowych meczach zdobył wówczas 12 goli. Po zakończeniu sezonu 1953/1954 przeszedł do BSG Motor Zwickau, przemianowanym później na BSG Sachsenring Zwickau. W DDR-Oberlidze zadebiutował 12 września 1954 roku w przegranym 0:2 spotkaniu z SC Dynamo Berlin. 14 października 1956 zadebiutował w reprezentacji w przegranym 1:3 towarzyskim spotkaniu z Bułgarią. W pierwszej drużynie Sachsenringu występował do 1968 roku, rozgrywając łącznie 240 meczów w DDR-Oberlidze i zdobywając w nich 78 bramek. W latach 1968–1970 występował wyłącznie w rezerwach Sachsenringu.

## Statystyki ligowe
| Sezon     | Klub                       | Liga         | Mecze | Gole |
| --------- | -------------------------- | ------------ | ----- | ---- |
| 1953/1954 | BSG Chemie Jena            | DDR-Liga     | 25    | 12   |
| 1954/1955 | BSG Motor Zwickau          | DDR-Oberliga | 23    | 12   |
| 1955      | BSG Motor Zwickau          | DDR-Oberliga | 13    | 7    |
| 1956      | BSG Motor Zwickau          | DDR-Oberliga | 23    | 7    |
| 1957      | BSG Motor Zwickau          | DDR-Oberliga | 26    | 10   |
| 1958      | BSG Motor Zwickau          | DDR-Oberliga | 22    | 8    |
| 1959      | BSG Motor Zwickau          | DDR-Oberliga | 22    | 7    |
| 1960      | BSG Motor Zwickau          | DDR-Oberliga | 21    | 6    |
| 1961/1962 | BSG Motor Zwickau          | DDR-Oberliga | 23    | 7    |
| 1962/1963 | BSG Motor Zwickau          | DDR-Oberliga | 12    | 5    |
| 1963/1964 | BSG Motor Zwickau          | DDR-Oberliga | 16    | 6    |
| 1964/1965 | BSG Motor Zwickau          | DDR-Oberliga | 22    | 1    |
| 1965/1966 | BSG Motor Zwickau          | DDR-Oberliga | 9     | 2    |
| 1966/1967 | BSG Motor Zwickau          | DDR-Oberliga | 6     | 0    |
| 1967/1968 | BSG Sachsenring Zwickau    | DDR-Oberliga | 2     | 0    |
| 1968/1969 | BSG Sachsenring Zwickau II | DDR-Liga     | 3     | 0    |
| 1969/1970 | BSG Sachsenring Zwickau II | DDR-Liga     | 2     | 0    |